# Algorithme d'Abramov
En mathématiques, en particulier en calcul formel, l'algorithme d'Abramov est un algorithme qui calcule toutes les solutions rationnelles d'une relation de récurrence linéaire à coefficients polynomiaux. L'algorithme a été publié par Sergei A. Abramov en 1989,.

## Dénominateur universel
Le concept principal de l'algorithme d'Abramov est la notion de dénominateur universel. Soit {\displaystyle \mathbb {K} } être un corps de caractéristique zéro. La dispersion {\displaystyle \operatorname {dis} (p,q)} de deux polynômes {\displaystyle p,q\in \mathbb {K} [n]} est par définition
{\displaystyle \operatorname {dis} (p,q)=\max\{k\in \mathbb {N} \,:\,\deg(\operatorname {pgcd} (p(n),q(n+k)))\geq 1\}\cup \{-1\}},
où {\displaystyle \mathbb {N} } désigne l'ensemble des entiers non négatifs. Ainsi, la dispersion est le plus grand entier {\displaystyle k\in \mathbb {N} } tel que le polynôme {\displaystyle p} et le polynôme  {\displaystyle q}  décalé de {\displaystyle k} ont un facteur commun. La dispersion est égale à {\displaystyle -1} si un tel {\displaystyle k} n'existe pas. La dispersion peut être calculée comme la plus grande racine entière non négative du résultant{\displaystyle \operatorname {res} _{n}(p(n),q(n+k))\in \mathbb {K} [k]},. 
Soit 
{\displaystyle \sum _{k=0}^{r}p_{k}(n)\,y(n+k)=f(n)}
une relation de récurrence d'ordre {\displaystyle r} à coefficients polynomiaux {\displaystyle p_{k}\in \mathbb {K} [n]}, avec {\displaystyle f\in \mathbb {K} [n]} et soit  {\displaystyle y(n)\in \mathbb {K} (n)} une solution rationnelle. On pose {\displaystyle y(n)=p(n)/q(n)} pour deux polynômes relativement premiers {\displaystyle p,q\in \mathbb {K} [n]}. Soit {\displaystyle D=\operatorname {dis} (p_{r}(n-r),p_{0}(n))} et
{\displaystyle u(n)=\operatorname {pgcd} ([p_{0}(n+D)]^{\underline {D+1}},[p_{r}(n-r)]^{\underline {D+1}})}
où 
{\displaystyle [p(n)]^{\underline {k}}=p(n)p(n-1)\cdots p(n-k+1)}
désigne la factorielle décroissante d'une fonction. Alors {\displaystyle q(n)} divise {\displaystyle u(n)} . Par conséquent, le polynôme {\displaystyle u(n)} peut être utilisé comme dénominateur pour toutes les solutions rationnelles {\displaystyle y(n)} et c'est pourquoi on l'appelle un dénominateur universel.

## Algorithme
Soit à nouveau 
{\textstyle \sum _{k=0}^{r}p_{k}(n)\,y(n+k)=f(n)}
une équation de récurrence à coefficients polynomiaux et soit {\textstyle u(n)} un dénominateur universel. On pose {\textstyle y(n)=z(n)/u(n)} pour un polynôme inconnu {\textstyle z(n)\in \mathbb {K} [n]} ; en notant 
{\textstyle \ell (n)=\operatorname {ppcm} (u(n),\dots ,u(n+r))}
l'équation de récurrence équivaut à
{\displaystyle \sum _{k=0}^{r}p_{k}(n){\frac {z(n+k)}{u(n+k)}}\ell (n)=f(n)\ell (n)}.
Comme on peut simplifier par {\textstyle u(n+k)}, on obtient une équation de récurrence linéaire avec des coefficients polynomiaux qui peut être résolue pour {\textstyle z(n)}. Il existe des algorithmes pour trouver des solutions polynomiales. Les solutions pour {\textstyle z(n)} peuvent ensuite être utilisées à nouveau pour calculer les solutions rationnelles {\textstyle y(n)=z(n)/u(n)}.
```
algorithm
 rational_solutions 
is

    
input:
 Linear recurrence equation 

  

    

      

        

          
∑

          

            
k

            
=

            
0

          

          

            
r

          

        

        

          
p

          

            
k

          

        

        
(

        
n

        
)

        

        
y

        
(

        
n

        
+

        
k

        
)

        
=

        
f

        
(

        
n

        
)

        
,

        

          
p

          

            
k

          

        

        
,

        
f

        
∈

        

          
K

        

        
[

        
n

        
]

        
,

        

          
p

          

            
0

          

        

        
,

        

          
p

          

            
r

          

        

        
≠

        
0

      

    

    
{\textstyle \sum _{k=0}^{r}p_{k}(n)\,y(n+k)=f(n),p_{k},f\in \mathbb {K} [n],p_{0},p_{r}\neq 0}

  

.
    
output:
 The general rational solution 

  

    

      

        
y

      

    

    
{\textstyle y}

  

 if there are any solutions, otherwise false.

    

  

    

      

        
D

        
=

        
disp

        
⁡

        
(

        

          
p

          

            
r

          

        

        
(

        
n

        
−

        
r

        
)

        
,

        

          
p

          

            
0

          

        

        
(

        
n

        
)

        
)

      

    

    
{\textstyle D=\operatorname {disp} (p_{r}(n-r),p_{0}(n))}

  

    

  

    

      

        
u

        
(

        
n

        
)

        
=

        
pgcd

        
⁡

        
(

        
[

        

          
p

          

            
0

          

        

        
(

        
n

        
+

        
D

        
)

        

          
]

          

            

              

                
D

                
+

                
1

              

              
_

            

          

        

        
,

        
[

        

          
p

          

            
r

          

        

        
(

        
n

        
−

        
r

        
)

        

          
]

          

            

              

                
D

                
+

                
1

              

              
_

            

          

        

        
)

      

    

    
{\textstyle u(n)=\operatorname {pgcd} ([p_{0}(n+D)]^{\underline {D+1}},[p_{r}(n-r)]^{\underline {D+1}})}

  

    

  

    

      

        
ℓ

        
(

        
n

        
)

        
=

        
ppcm

        
⁡

        
(

        
u

        
(

        
n

        
)

        
,

        
…

        
,

        
u

        
(

        
n

        
+

        
r

        
)

        
)

      

    

    
{\textstyle \ell (n)=\operatorname {ppcm} (u(n),\dots ,u(n+r))}

  

    Solve 

  

    

      

        

          
∑

          

            
k

            
=

            
0

          

          

            
r

          

        

        

          
p

          

            
k

          

        

        
(

        
n

        
)

        

          

            

              
z

              
(

              
n

              
+

              
k

              
)

            

            

              
u

              
(

              
n

              
+

              
k

              
)

            

          

        

        
ℓ

        
(

        
n

        
)

        
=

        
f

        
(

        
n

        
)

        
ℓ

        
(

        
n

        
)

      

    

    
{\textstyle \sum _{k=0}^{r}p_{k}(n){\frac {z(n+k)}{u(n+k)}}\ell (n)=f(n)\ell (n)}

  

 for general polynomial solution 

  

    

      

        
z

        
(

        
n

        
)

      

    

    
{\textstyle z(n)}

  

    
if
 solution 

  

    

      

        
z

        
(

        
n

        
)

      

    

    
{\textstyle z(n)}

  

 exists 
then

        
return
 general solution 

  

    

      

        
y

        
(

        
n

        
)

        
=

        
z

        
(

        
n

        
)

        

          
/

        

        
u

        
(

        
n

        
)

      

    

    
{\textstyle y(n)=z(n)/u(n)}

  

    
else

        
return
 false
    
end if
```

## Exemple
L'équation de récurrence homogène d'ordre {\textstyle 1}
{\displaystyle (n-1)\,y(n)+(-n-1)\,y(n+1)=0}
sur {\textstyle \mathbb {Q} } 
a une solution rationnelle. Elle peut être calculée en considérant la dispersion
{\displaystyle D=\operatorname {dis} (p_{1}(n-1),p_{0}(n))=\operatorname {disp} (-n,n-1)=1}.
Cela donne le dénominateur universel suivant:
{\displaystyle u(n)=\operatorname {pgcd} ([p_{0}(n+1)]^{\underline {2}},[p_{r}(n-1)]^{\underline {2}})=(n-1)n}
et
{\displaystyle \ell (n)=\operatorname {ppcm} (u(n),u(n+1))=(n-1)n(n+1)}.
En multipliant l'équation de récurrence d'origine par {\textstyle \ell (n)} et en posant {\textstyle y(n)=z(n)/u(n)} on obtient :
{\displaystyle (n-1)(n+1)\,z(n)+(-n-1)(n-1)\,z(n+1)=0}.
Cette équation a la solution polynomiale 
{\textstyle z(n)=c}
pour une constante arbitraire {\textstyle c\in \mathbb {Q} }. 
En posant {\textstyle y(n)=z(n)/u(n)} la solution rationnelle générale est
{\displaystyle y(n)={\frac {c}{(n-1)n}}}
pour un {\textstyle c\in \mathbb {Q} } quelconque.

## Articles liés
- Suite définie par récurrence